# Leonardo Macedo
Leonardo Brandt de Macedo (Curitiba, 22 de abril de 2006) é um atleta brasileiro de natação, especializado em provas de águas abertas. É atleta do Clube Curitibano desde 06 (seis) anos de idade. É atualmente treinado pelo técnico Ken Sorgi. Desde 2021 vem sendo convocado pela Confederação Brasileira de Desportos Aquáticos - CBDA para integrar as seleções de base de águas abertas do Brasil.
Em 2024, conquistou, pela primeira vez, uma vaga na seleção absoluta de natação em águas abertas, tendo representado o Brasil no Campeonato Sul-Americano de Esportes Aquáticos disputado na Colômbia, em que alcançou o 3º lugar na prova individual de 5km e o 1º lugar na prova de revezamento misto 4x1500m. Neste mesmo ano, novamente representando a seleção brasileira de natação, conquistou, conjuntamente com os atletas Ana Marcela Cunha, Luiz Felipe Loureiro e Viviane Jungblut, uma inédita medalha de prata no revezamento misto 4x1500m na etapa de Hong Kong da Copa do Mundo de Natação realizada pela World Aquatics.
Finalizou o ano de 2024 em segundo lugar no Ranking Mundial Júnior de Águas Abertas.